# La Tour de verre
Pour les articles homonymes, voir La Tour de verre (homonymie).
La Tour de verre (titre original : Tower of Glass) est un roman de science-fiction de l'écrivain américain Robert Silverberg publié en 1970. Il a été nommé pour le prix Nebula en 1970, puis en 1971 à la fois pour les prix Hugo et Locus.

## Parutions
- Anthologie Chute dans le réel (1996).

## Résumé
Siméon Krug, chef d’entreprise mégalomane et ambitieux, fait construire une tour immense pour entrer en contact avec une hypothétique race extraterrestre qui a envoyé un message énigmatique en direction de la Terre. Pour ce faire, Krug emploie une armée d’androïdes de sa propre conception. Quasiment humains, ceux-ci sont omniprésents sur la planète et constituent la base de l’économie, l’Humanité s’étant réduite comme peau de chagrin au fil des guerres et des catastrophes.
A l’occasion d’une visite à l’observatoire de son ami Vargas, Krug apprend que le message provient d’une nébuleuse théoriquement peu propice à la vie, ce qui ne le rend que plus curieux et lui rappelle qu’il a conçu un vaisseau interstellaire pour aller à la rencontre de ces êtres.
Thor Watchman, quant à lui, s’occupe des âmes des - nombreux - androïdes tués lors des travaux de la tour, en les emmenant dans une chapelle où sont pratiqués d’étranges rites en honneur de leur dieu créateur, Krug. Il est approché par Siegfried Fileclerk qui essaie de le convaincre de rejoindre le mouvement du PEA, mais Watchman le rejette d’un revers de la main, il a foi en Krug.
Siméon Krug ordonne à son fils, dont la vie dissolue et désinvolte lui déplaît, d’aller inspecter l’usine d’androïdes de Duluth. Manuel s’y rend à contrecœur, mais il y découvre comment sont effectivement créés ces androïdes pratiquement humains, y compris sa maîtresse Lilith. Ces méthodes industrielles lui font douter de sa relation avec cette dernière, chez qui il se rend ensuite. Ils discutent et Lilith lui enjoint de garder ses convictions égalitaristes, lui rappelle qu’elle n’est pas moins humaine parce qu’elle vient d’une cuve d’incubation et qu’elle l’aime. Torturé par le doute, Manuel retourne à sa femme Clissa sans avoir pu apaiser sa conscience. 
Au site de construction de la tour, Léon Spaulding interpelle Thor Watchman au sujet de bâtiments mystérieux dont il ne connaît pas la fonction. Il s’agit des édifices religieux secrets qu’utilisent les androïdes pour le culte de Krug. Grâce à l’assistance de ses compagnons androïdes, Thor parvient à éviter que Léon découvre la fonction véritable des bâtiments en inventant une histoire d’agression sur Siméon Krug.
Au même moment, par un malencontreux hasard, Siegfried Fileclerk et Cassandra Nucléus s’invitent au bureau de Siméon Krug pour militer en faveur de l’égalité pour les androïdes. Leur discussion devient tendue et, comme Spaulding et Watchman arrivent sur les lieux, Cassandra tente de forcer un pamphlet dans la main de Krug. Léon Spaulding, animé de sa haine des androïdes et effrayé par la (fausse) information d’une attaque sur Krug, panique et tire à bout portant sur Cassandra, qui s’effondre, morte. En voyant cela, Siegfried Fileclerk fond en larmes et demande justice, mais Krug ne réagit que très faiblement, ce qui ne manque pas d’interpeller Thor Watchman. Krug serait-il insensible à la souffrance des androïdes ? Une deuxième entrevue entre Fileclerk et Watchman, consécutive au drame, ne change pas les positions des deux alphas. Ils se quittent fâchés. Cependant, Watchman et le reste du « clergé » de l’Église commencent à s’interroger sur l’opinion que Krug se fait de sa création : s’intéresse-t-il vraiment à leur sort ?
Pendant ce temps, Manuel prend du bon temps avec ses amis : il se fait « dédoubler », c’est-à-dire qu’il échange sa personnalité avec celle de ses amis. C’est un passe-temps prisé de la jeunesse dorée, que Manuel pratique de temps à autre avec ses amis les plus proches, sans parvenir à convaincre son père de tenter l’expérience. Pendant cette séance il apprend la mort de Cassandra Nucléus et continue de se poser des questions sur le statut des androïdes. De son côté, Krug ordonne d’accélérer la construction du vaisseau interstellaire, et le PEA mène une action de revendication devant le Congrès à Genève.
Thor Watchman rencontre ensuite Lilith à la chapelle de Stockholm. S’ensuit une entrevue à l’appartement de la charmante alpha, sur la possibilité que Siméon Krug meure et la nécessité de rallier son fils, Manuel, à leur cause. En outre, Lilith fait découvrir à son ami androïde les plaisirs de la chair. Thor et Lilith ourdissent un plan pour convaincre Manuel de sonder son père à propos du statut des androïdes : Lilith l’emmènera à Gamma Ville, un ghetto où les humains n’ont pas le droit de se rendre. Peu après, Manuel arrive et Lilith lui fait part de son intention. Elle lui apprend les signes de la religion (le « Krug soit loué »), sans lui dire ce qu’il en retourne, et l’emmène voir les différentes sortes d’individus qui peuplent le ghetto, y compris les « déchets », ces êtres difformes et prétendument détruits à l’usine mais transférés en contrebande et qui peuplent les bas-fonds du ghetto, loin des regards indiscrets.
Alors que la tour est près de s’achever, Siméon Krug partage un repas avec de haut dignitaires du Congrès et partage une discussion sur les revendications du PEA. Le président du Congrès semble favorable à l’octroi de droits aux alphas, ce à quoi Krug s’oppose avec virulence et promet de faire une déclaration à cet effet. Ce n’est pas sans alerter les serveurs alphas du restaurant, qui relayent cette information à Thor Watchman. Ce dernier en informe Lilith, qui doit désormais tout révéler à Manuel dans l’espoir de faire changer d’avis son père. Elle emmène le fils Krug dans une chapelle, déguisé en alpha, et l’initie à tous les rites de la religion. Manuel part ensuite informer son père, qui réagit orageusement. 
Finalement, Siméon Krug décide de confronter Thor Watchman, qui lui confirme ce que son fils lui a déjà révélé. Krug exige alors un dédoublement avec Watchman afin de comprendre la situation au mieux. Au cours de cette expérience, Thor Watchman se rend compte que Krug ne changera jamais d’opinion et que les androïdes resteront à jamais des objets, des esclaves. Une fois l’échange terminé et les deux individus revenus à eux-mêmes, une rixe houleuse a lieu. Léon Spaulding essaie de s’interposer mais il est assommé (mortellement ?) par Watchman, qui s’en va devant un Krug tétanisé. Watchman ordonne d’informer toutes les chapelles que Krug les a trahis et que « tout est perdu », déclenchant immédiatement une vague de violence contre la population humaine de la planète. 
La confrontation finale a lieu dans le centre de contrôle au pied de la tour, en Antarctique. Lilith et Watchman arrivent en premier et sabotent les systèmes empêchant la tour de s’effondrer. Alors que l’énorme monument commence à s’affaisser, Siegfried Fileclerk arrive pour manifester son désarroi, il vilipende Watchman pour ses actions et demande aux androïdes de l’arrêter, et d’arrêter la violence. Mais les androïdes présents ne l’écoutent pas et obéissent à l’ordre de Watchman de l’emmener (le tuer ?). Ensuite arrive Siméon Krug, au comble de la colère. Il voit la tour s’effondrer mais ne s’en émeut guère tandis que Manuel arrive à son tour, les vêtements déchirés et le visage en sang, ayant de justesse réchappé à une tentative de meurtre où sa femme, Clissa, a déjà laissé la vie. Manuel plaide sa cause auprès de sa bien-aimée, Lilith, mais cette dernière choisit plutôt Watchman, triomphant. Siméon Krug se jette alors sur Thor Watchman, qui ne tente pas vraiment de se défendre, au grand dam de Lilith. Watchman semble trop déçu, abattu par la perte de ses repères et de sa foi en Krug. Ce dernier arrive à pousser Watchman dans un flot de particule qui détruisent l’androïde. Devant une Lilith effondrée, Siméon ordonne à Manuel de prendre la tête de la résistance puis disparaît pour l’usine où se trouve son vaisseau interstellaire. Il embarque, seul, pour un long voyage en direction de la nébuleuse au message mystérieux.